# Fanzolo
Fanzòlo (in veneto: Fansóeo) è una frazione del comune di Vedelago, in provincia di Treviso. Sorge a nord-est del capoluogo comunale. 

## Storia
Durante il periodo fascista vi venne costruita la fabbrica di cingolati per carro armati in Via Col di Lana, messa ufficialmente in uso nel 1938, che venne demolita ai primi anni 2000. 

## Monumenti e luoghi d'interesse

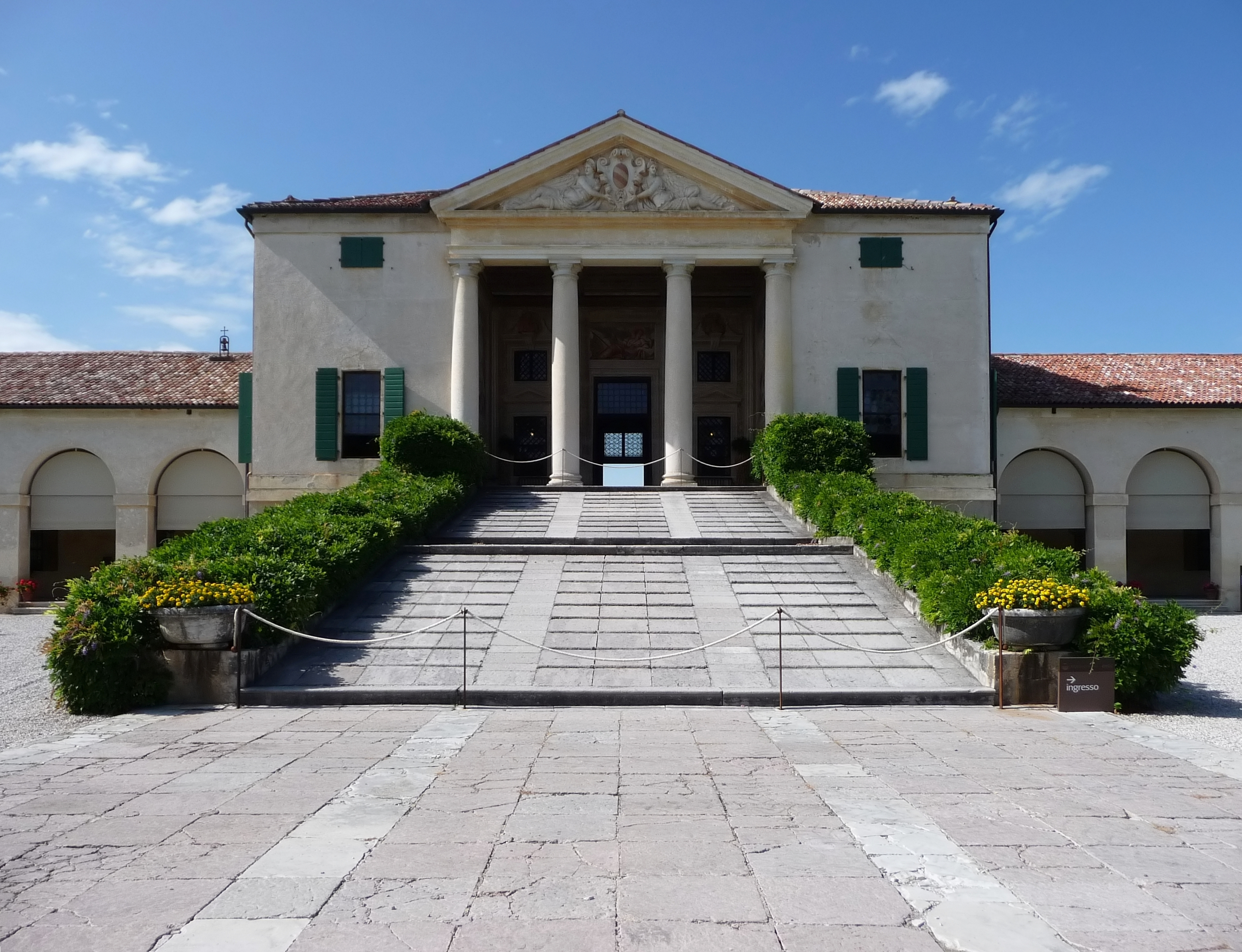
Villa Emo.

Dal punto di vista storico-artistico, la più importante costruzione di Fanzolo è la cinquecentesca villa Emo-Capodilista, progettata da Andrea Palladio. Meritano un cenno anche le ottocentesche villa Lion-Pellizzari e villa Appiani, che oggi ospita la scuola materna.
L'attuale parrocchiale, intitolata ai Santi Vittore e Corona, è stata realizzata nel 1905 sostituendo la precedente chiesetta costruita tra la fine del Trecento e gli inizi del Quattrocento. Quest'ultima è stata inglobata dal nuovo edificio divenendone il transetto e mantiene interessanti elementi cinquecenteschi, sebbene fosse stata ampliata e rimaneggiata nel Settecento (nel 1777 fu riconsacrata dal vescovo Paolo Francesco Giustiniani) .

## Fiere e manifestazioni
- Nei primi giorni dell'anno e nel giorno dell'Epifania vicino alla Villa Emo si svolge la rappresentazione in costume della Natività.
- Il 27 agosto di ogni anno si celebra una sagra dove vengono servite le pannocchie appena raccolte e messe sulla brace.